# 移民の家

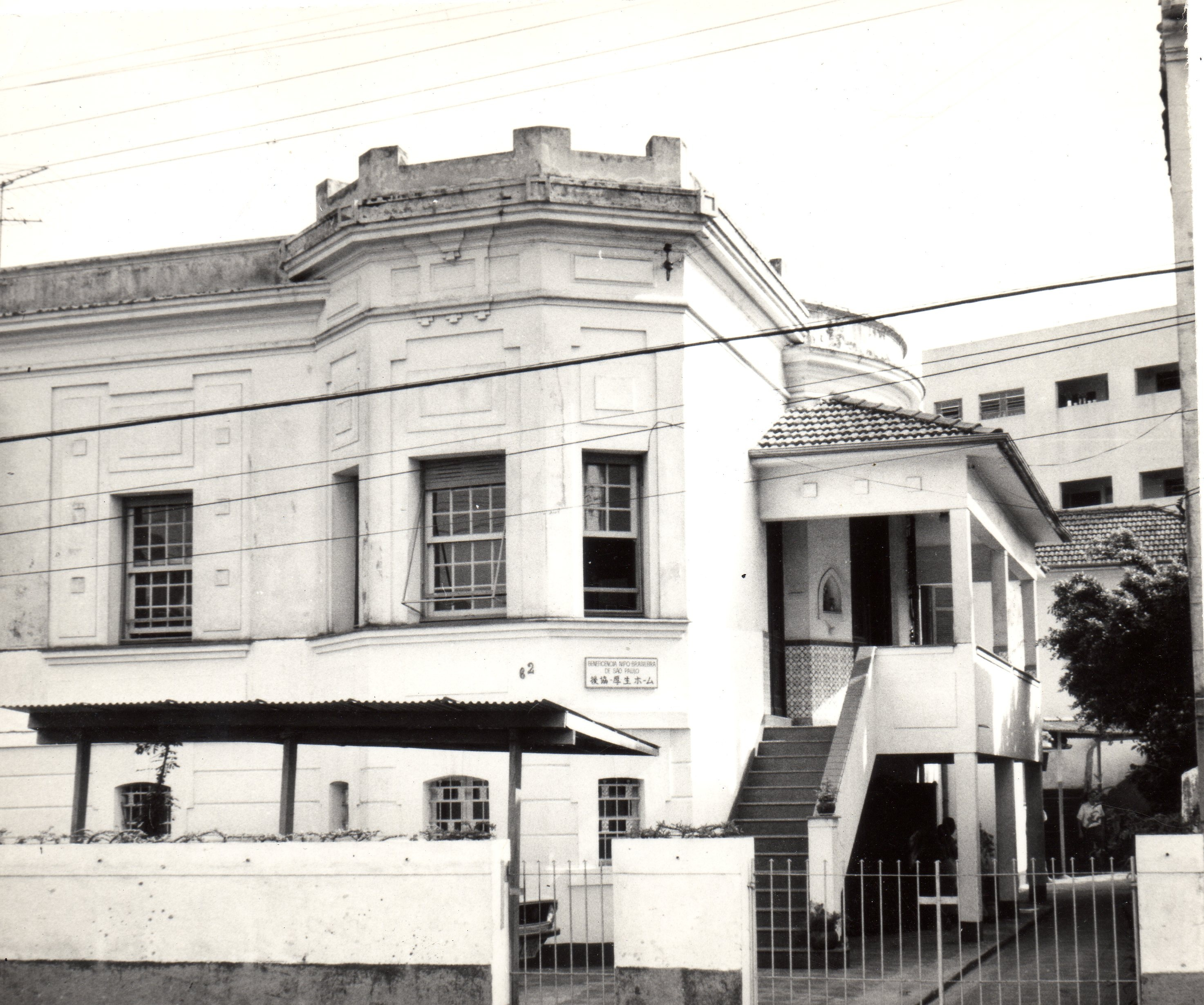
かつて移民の家として使用された家屋

移民の家（いみんのいえ、ポルトガル語：Casa do Imigrante）は、かつてブラジルのサントス市に存在した日本移民用の宿泊施設である。

## 概要
サントス港からブラジルへ入国した日本移民の一時的な休憩・宿泊施設であった。カンポス・サレス通り62番に所在し、開所した1960年の宿泊可能人数は150名で、入国手続きを待つ間の休憩所、在サンパウロ日本国総領事館への在留届け、日本海外協会連合会への登録、両替、ブラジルでの営農資金の受け渡し等が主な業務であった。また、移民と現地の引受人の間でのトラブルの仲裁、移民の入植先（配耕先）の紹介等も行っていた。

## 歴史

### 設立の背景
戦後、日本からブラジルへの移民が再開され、ピーク時には月間500名以上もの日本人がサントスに上陸するようになった。この時代の通関手続きは10時間以上もかかり、翌日まで持ち越される場合もあり、その間は昼は炎天下で行列し、雨の日や夜は倉庫の軒先で雨露をしのぐ状態で、老人や子供にとっては大変な負担であった。ブラジルへ移住して来た日本人の苦労を少しでも和らげようと、財団法人日本海外協会連合会（通称：海協連）サンパウロ事務所の大沢大作支部長が移民用の休憩所を設けることを提案。この案はブラジル日本移民50周年記念事業の一つとして取り上げられ、サントスに移民の家を開所させる計画へと発展した。「移民の家」の家屋は日本政府の助成金で購入され、その運営は現地ブラジルの日系人の組織日本移民援護協会へ委ねられることとなった。

### 完成
1959年7月13日、サントスの税関から約600メートルのカンポス・サレス通り62番にあった不動産（土地面積605平方メートル、床面積392平方メートル）が250万クルゼイロで購入された。その後、建物の裏に床面積109平方メートルの2階建ての家屋が増築され、内部設備を整えて、1960年1月23日に移民の家として開所式が行われた。
当初、予期していなかった需要（移民と出迎え人の待ち合わせ、入植先の決まらない移民の待機等）があり、対応できなくなったため、隣接していた家屋（カンポス・サレス通り60番）が255万クルゼイロで購入され、さらに1961年から翌62年にかけて、その裏庭に2階建ての新館が増築された。結果、移民の家は3年間で5度の日本政府補助金（合計1904万円）を受けて完成された。

### 移民の激減
1960年2月10日入港の「あめりか丸」から翌年3月24日入港の「さんとす丸」まで、26隻の移民船がサントスへ入港し、2,339名（477家族）が移民の家を利用した。しかし、ブラジルへの日本移民の数は1959年をピークに減少しており、それに比例して移民の家を利用する移民の数も減っていった。移民の出迎え人、日本へ帰国する者とその見送り人等に利用されることも多々あったが、移民の利用者数は減少する一方であった。1969年、移民の家の運営は日本移民援護協会から海外移住事業団に返還され、宿泊所として一部を一時的な収容者のために使用されるようになった。1971年5月、サンパウロ市に援協厚生ホームが完成すると移民の家に入居していた人々はそこへ移され、移民の家には管理人一家が住むだけの活動休止状態となった。

### 譲渡そして老人ホーム化
1973年10月、サンパウロ日伯援護協会（通称：援協）は在サンパウロ日本国総領事館と海外移住事業団を通じて外務省へ「移民の家の家屋を老人ホームとして活用したいので譲渡して欲しい」という要請を行った。「移民の家」は国有財産であったため、譲渡の可否は大蔵省の管轄にあり、外務省は大蔵省へ働きかける事となった。そして翌74年3月20日、大蔵省は移民の家の不動産を無償譲渡することを発表した。さらに海外移住事業団は移民の家の改修費として500万円（約11万クルゼイロ）の予算を組み、改修後に家屋を援協へ譲渡した。同年6月29日、日本国政府から援協へ移民の家の譲渡式が行なわれ、サントスの移民の家は「サントス厚生ホーム」として生まれ変わった。この時に譲渡された不動産の土地面積は約1000平方メートル、床面積は約850平方メートル、時価100万クルゼイロであった。
サントス厚生ホームとして再発足した移民の家は1974年7月1日から活動を開始し、同月14日にはサンパウロにあった援協厚生ホームの入居者31名が職員と共にサントス厚生ホームへ移転して来て本格的な老人ホームとなった。

### その後
元々、老人ホーム用に作られた建物でないため、移民の家の家屋は急な階段、悪い足場、トイレが少ない等の問題点があった。そのため、1989年に旧「移民の家」の家屋は取り壊され、6階建てのビル型老人ホームがその場所に建てられた。